# Patrick Destremau
 (mars 2020).
Si vous disposez d'ouvrages ou d'articles de référence ou si vous connaissez des sites web de qualité traitant du thème abordé ici, merci de compléter l'article en donnant les références utiles à sa vérifiabilité et en les liant à la section « Notes et références ».
Pour les articles homonymes, voir Destremau.
Patrick Destremau, né le 1er décembre 1960 à Alger, est un militaire français.
Général de corps d'armée, il est directeur de l'Institut des hautes études de Défense nationale et de l'Enseignement militaire supérieur du 1er septembre 2018 au 25 juin 2021. Il est aujourd’hui directeur exécutif au sein de la société Accenture.

## Biographie

### Origine et formation
Héritier d’une longue lignée d’officiers, il est le petit-fils de Jean Destremau officier des troupes coloniales qui a fait les campagnes d'Italie en 1943 et de France en 1944, et a été tué en 1948 en Indochine alors qu’il commandait comme colonel la demi-brigade stationnée à Vinh Long.
Patrick Destremau entre à l'École spéciale militaire de Saint-Cyr en septembre 1981. Major de sa promotion, il choisit l'arme des Troupes de marine, spécialité Blindés et rejoint l'École d'application de l'arme blindée cavalerie (EAABC) de Saumur. Il est également diplômé de l'École nationale supérieure des télécommunications (Sup’Telecom) en 1996 et breveté de l'École de guerre en 1998, il est auditeur de l'Institut des hautes études de Défense nationale (IHEDN) et du Centre des hautes études militaires (CHEM) de 2006 à 2007.

### Carrière militaire
Entre 1984 à 2006, Patrick Destremau sert principalement au sein du Régiment d'infanterie chars de marine (RICM) et participe à de nombreuses opérations en Afrique sahélienne et centrale, dans les Balkans et dans le Pacifique Sud. Il est notamment déployé au sein de l'opération Manta au Tchad en 1984, de l'opération Épervier en République centrafricaine en 1987 et 1989, de la Force de protection des Nations unies en Croatie en 1992 et au sein de la SFOR (Stabilization Force) de l'OTAN en Bosnie en 1998.
En avril 1987, il est nommé chef de peloton à l'escadron blindé du Régiment d'infanterie de marine du Pacifique - Nouvelle-Calédonie (RIMaP-NC).
Détaché auprès du général Jacques Vidal, il tente de négocier le 26 avril 1988 la libération des otages de la prise d'otages d'Ouvéa avec les preneurs d'otages kanaks devant la grotte où sont retenus des gendarmes, mais il est à son tour pris en otage. Il restera détenu dans la grotte durant 9 jours, avant d'en être libéré le 5 mai avec l'opération « Victor » qui fera 19 tués chez les militants mélanésiens et deux chez les militaires.
En 2004 dans le cadre de l’Opération Licorne, alors qu’il commande le RICM, il est déployé avec son régiment dans le centre de la Côte d’Ivoire entre les deux belligérants et en soutien de l’Opération des Nations unies en Côte d'Ivoire (Onuci). Lors de la reprise des combats de novembre 2004 entre les parties, une unité de son groupement tactique interarmes (GTIA) est bombardée à Bouaké par des avions ivoiriens tuant 9 militaires et un civil et blessant plus de 40 autres soldats dont certains resteront lourdement handicapés.
Lors des émeutes d'Abidjan qui suivent, il est chargé avec son unité d'évacuer les ressortissants français menacés dans la ville. Son détachement est mis en cause dans la fusillade qui éclate le 9 novembre 2004 devant l'hôtel Ivoire au centre de la capitale. À la suite d'échauffourées avec des manifestants ivoiriens, des tirs provoquent la mort et blessent plusieurs manifestants. Le bilan est contesté : des sources médicales ivoiriennes[évasif] font état d'« au moins sept morts et de plusieurs dizaines de blessés », tandis que le ministère français de la Défense reconnait « un peut-être deux morts » imputables à des tirs français. Dans le quotidien Libération Patrick Destremau déclare que les soldats sous ses ordres n'ont pas tiré à balles réelles sur des Ivoiriens non armés. Il demande à pouvoir témoigner devant une commission d'enquête pour défendre l'honneur de ses soldats.
En 2007, il est nommé à la tête du programme « Scorpion » de modernisation et de numérisation des véhicules de combat de l'Armée de Terre. Il développe l'info-valorisation du projet en incluant dans le programme le système d’information de combat Scorpion (SICS).
Il est promu général de brigade en 2011 et conduit jusqu'en 2014 la réforme du haut commandement des armées et représente le chef d'État-major des Armées dans la réforme de la gouvernance du ministère.
À partir de 2014, il est adjoint au sous-chef « Performance » où il représente le chef d'État-major des Armées dans la commission Bernard Pêcheur portant sur l' Association professionnelle nationale de militaires jusqu'en 2016. Il est aussi administrateur de l'Établissement public des fonds de prévoyance militaire et de l'aéronautique.
En 2016 il est promu sous-chef « Performance » à l'État-major des Armées et à ce titre responsable de la préparation et du moral, ainsi que de l'organisation générale et du modèle des ressources humaines des armées. Il est vice-président du conseil d'administration de l'établissement public Économat des Armées.
Le 1er septembre 2018, Patrick Destremau est nommé directeur de l'Institut des hautes études de Défense nationale (IHEDN) et de l'Enseignement militaire supérieur (EMS). Il est chargé par le Premier Ministre d'en conduire la réforme.
Patrick Destremau fait son adieu aux armes le 25 juin 2021, au cours d'une cérémonie présidée par le général d'armée François Lecointre, chef d'état-major des armées (CEMA).

### Carrière dans le milieu civil
En septembre 2021 il rejoint le groupe Inetum, en tant qu'Executive Vice President. Il développe les activités du Groupe dans le domaine de la Défense et de la Sécurité.Il est aussi président pour l’Afrique d’Inetum,.
Le 7 octobre 2024, il rejoint Accenture comme directeur exécutif.

## Grades militaires
- Lieutenant-colonel : 1997[22]
- Colonel : 2002[23]
- Général de brigade : 2011[24]
- Général de division : 2014[25]
- Général de corps d’armée : 2016[16]

## Décoration
- Commandeur de la Légion d'honneur: 2016[26]

- Commandeur de l'ordre national du Mérite: 2012
- Croix de la Valeur militaire: citation à l'ordre de l'armée: 1988, citation à l’ordre du Corps d'Armée : 2005
- Croix du combattant
- Médaille d'Outre-Mer
- Médaille de la Défense nationale, échelon argent
- Médaille de reconnaissance de la Nation
- Médaille commémorative française
- Médaille des Nations unies pour UNPROFOR
- Médaille des Opérations dans les Balkans